# Tao Qian

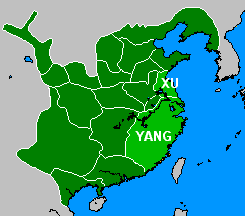
Hellgrün: Xuzhou und Yangzhou, das Herrschaftsgebiet von Tao Qian (bis 194).

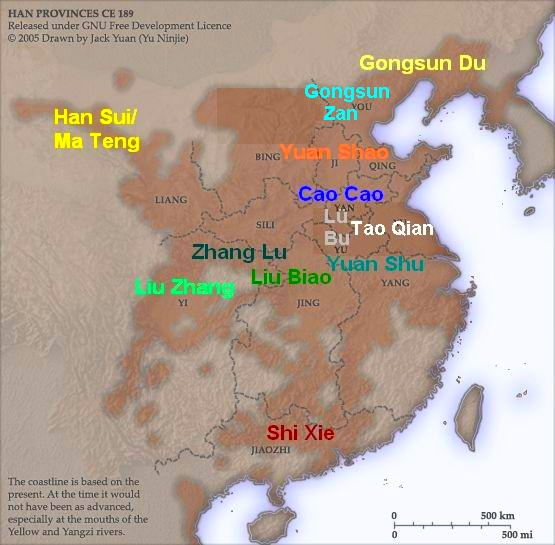
Machtblöcke im Jahr 194.

Táo Qiān (chinesisch 陶謙 / 陶谦, IPA (hochchinesisch) [tʰɑo̯35 tɕʰi̯ɛn5], Großjährigkeitsname Gongzu 恭祖,  Gōngzǔ, * 132; † 194) war der Gouverneur von Xuzhou (徐州) während der ausgehenden Han-Dynastie im alten China.

## Leben
Tao Qian wurde in der Region Danyang (丹楊 / 丹杨) geboren und war schon in seiner Jugend für seine Integrität und Gelehrsamkeit bekannt. Im Dienst der Han-Dynastie unterdrückte er mit der Armee zahlreiche Aufstände. Beim Aufstand der Gelben Turbane wurde er zum Gouverneur der Xuzhou-Provinz ernannt und sicherte dieses Gebiet vor den Rebellen. Während Dong Zhuos Staatsstreich und der anschließenden Wirren erlangte er die Kontrolle über die benachbarte Yangzhou-Provinz. Ambitionen zur weiteren Ausdehnung seines Machtbereichs legte er jedoch nicht an den Tag.
Tao Qian hatte die Generäle Wang Lang, Zhu Zhi und Chen Deng unter sich. Er war auch geneigt, die gefährlichen Militärs Ze Rong, Cao Hong (曹宏) und Que Xuan (闕宣 / 阙宣) zu beschäftigen; den Dienst des treuen Generals Zhao Yu (趙昱 / 赵昱) dagegen lehnte er ab. Tao Qians Führungsqualitäten wurden deswegen bezweifelt.
Er soll auch emotionalen Ausbrüchen nicht abgeneigt gewesen sein. Während des Aufstands von Han Sui diente Tao Qian unter Zhang Wen (張溫 / 张温) und soll diesen schrecklich beleidigt und verärgert haben. Den Warlord Sun Ce dagegen verachtete er, weil er ihn um sein Talent beneidete. Und Offiziere, die ihm nicht ihre Dienste gewähren wollten, ließ er einsperren, zum Beispiel Zhang Zhao und Lü Fan.

## Tod Cao Songs
Im Jahre 193 wurde Cao Song, der Vater von Cao Cao, auf einer Reise durch Tao Qians Provinz getötet. Es gibt zwei Hypothesen über die genaueren Umstände: Entweder tötete die Eskorte, die Tao Qian Cao Song gegeben hatte, um ihn zu berauben, oder Tao Qian hatte das Attentat selbst angeordnet. Die Motivation dazu ergab sich folgendermaßen:
Als Yuan Shu sich zum Kaiser erklärte, war Tao Qian einer der wenigen, die sich auf seine Seite schlugen. Um ihm in der Schlacht gegen Cao Cao beizustehen, griff Tao Qian Yanzhou (兖州)an, eine Stadt nahe bei Yuan Shaos Territorium. Nach vielen Versuchen, Cao Cao auf dem Schlachtfeld zu besiegen (unter anderem durch den General Cao Bao), musste Tao Qian eine vernichtende Niederlage durch Yu Jin und Cao Ren einstecken.
Wie es auch dazu gekommen war, Cao Cao nahm die Ermordung seines Vaters zum Anlass, Tao Qian zu besiegen und Xuzhou einzunehmen. Nach seinem Sieg massakrierte Cao Caos Armee weite Teile der Bevölkerung von Xuzhou.
Als Tao Qian 194 auf dem Sterbebett lag, entschloss er sich, sein verbliebenes Gebiet Liu Bei zu vererben, aber er starb kurz darauf.
Tao Qian hinterließ zwei Söhne: Tao Shang (陶商) und Tao Ying (陶應 / 陶应).
| Personendaten    | Personendaten                                                             |
| ---------------- | ------------------------------------------------------------------------- |
| NAME             | Tao, Qian                                                                 |
| ALTERNATIVNAMEN  | Táo, Qiān                                                                 |
| KURZBESCHREIBUNG | Gouverneur von Xuzhou während der ausgehenden Han-Dynastie im alten China |
| GEBURTSDATUM     | 132                                                                       |
| STERBEDATUM      | 194                                                                       |